# Teharje
Téharje so naselje pri Celju, kjer je sedež istoimenske krajevne skupnosti, del mestne občine Celje. Danes je poznano predvsem kot kraj, v katerem je bilo koncentracijsko taborišče za pripadnike domobranskih enot ter izhodiščni kraj povojnih izvensodnih pobojev. Na mestu zločinov sta postavljena spomenik in Spominski park Teharje, ki naj bi prispevala k spravi.

## Zgodovina
Na Teharjah so med drugo svetovno vojno leta 1943 Nemci zgradili vojaško taborišče za približno 500 ljudi, ki je obsegalo šest stanovanjskih in približno deset pripadajočih funkcionalnih barak. Ob koncu vojne so imeli Nemci tam zaprte ujetnike, ki so sodelovali pri obrambi Celja, po koncu vojne pa je bilo taborišče krajši čas opuščeno. Znova je bilo aktivirano konec maja 1945, ko so vanj namestili prebežnike – domobrance in druge, a tudi civiliste – ki so se pred napredujočo Jugoslovansko armado zatekli v zavezniška taborišča na avstrijskem Koroškem. 31. maja 1945 so tako v taborišče v Teharjah pripeljali celoten Rupnikov bataljon, v prvih dneh junija 1945 še približno 3000 domobrancev. Po ocenah je šlo skupaj za okoli 5000 ljudi, ki jih je povojna oblast brez sojenja usmrtila mesec ali dva po koncu 2. svetovne vojne v Evropi.

## Prebivalstvo
Etnična sestava 1991:
- Slovenci: 230 (87,8 %)
- Srbi: 8 (3,1 %)
- Jugoslovani: 6 (2,3 %)
- Hrvati: 3 (1,1 %)
- Madžari: 1
- Neznano: 10 (3,8 %)
- Regionalno opredeljeni: 4 (1,5 %)